# Oguzi
Oguzi ili Turci Oguzi (takođe poznati u različitim oblicima pisanja kao Oghuz, Oguz, Oğuz, Okuz, Oufoi, Guozz i Ghuzz) smatraju se jednim od glavnih ogranaka turkijskih naroda.
Turci Oguzi su preci današnjih jugozapadnih Turkijaca, koji broje preko 100 miliona i žive u oblastima zapadne Azije i istočne Evrope. Među njih spadaju Azeri koji žive u Azerbejdžanu i Iranu, zatim Turci u Turskoj i Sjevernom Kipru, balkanski Turci (Grčka, Bugarska i bivša Jugoslavija), Turkmeni u Turkmenistanu i sjeveroistočnom Iranu, kaškajski (Qashqai) i horasanski Turci u Iranu, kao i gagauški Turci (Gaghauz, Gokoguz) u Moldaviji.
Tokom masovne migracije Turaka između 9. i 12. vijeka, Oguzi su bili među domorodačkim turkijskim življem u centralnoj Aziji koje je migriralo prema zapadnoj Aziji i istočnoj Evropi preko Transoksijane. Počevši u 5. vijeku, Oguzi su bili osnivači i vladari nekoliko važnih turkijskih kraljevstava i carstava, među kojima su najznačajniji bili Plavi Turkijci (Gok Turci), Seldžuci, Safavidi i Osmanlije.

## Literatura
- Gažević, Nikola (1975). Vojna enciklopedija (knjiga 10). Beograd: Vojnoizdavački zavod.